# Frederick Bates (politiker)
Frederick Bates, född 23 juni 1777 i Belmont, Virginia, död 4 augusti 1825 i Chesterfield, Missouri, var en amerikansk politiker (demokrat-republikan). Han var Missouris guvernör från 1824 fram till sin död. Han var bror till Edward Bates.
Bates studerade juridik och var verksam som domare i Michiganterritoriet. Senare var han territoriets sekreterare i Louisianaterritoriet 1806–1812 och i Missouriterritoriet 1812–1820.
Bates efterträdde 1824 Alexander McNair som Missouris guvernör. Han avled ett år senare i ämbetet. Viceguvernören hade avgått och Bates efterträddes av talmannen i Missouris senat Abraham J. Williams.
Bates County i Missouri har fått sitt namn efter Frederick Bates.